# Asociación Cristiana Vegetariana
La Asociación Cristiana Vegetariana (en inglés, Christian Vegetarian Association) (CVA) es una organización internacional cristiana que promueve un seguimiento responsable de la creación de Dios a través de una dieta vegetariana. Los seguidores de CVA abogan por un vegetarianismo basado en la Biblia, una perspectiva cristiana y una opción dietética como una forma válida para dar testimonio del ministerio de amor, paz, misericordia, y compasión de Cristo.

## Descripción
La CVA alienta a los cristianos a reducir o eliminar los productos de origen animal como parte de su llamado cristiano a ser buenos seguidores de la creación de Dios. El CVA ofrece información y recursos sobre el vegetarianismo a través de publicaciones, campañas e Internet. Poniendo de relieve las conexiones entre las dietas basadas en animales y el hambre en el mundo, el daño ecológico, el maltrato a los animales y la enfermedad humana, la CVA educa sobre las consecuencias sociales, ecológicas, ética, y los beneficios para la salud de una dieta vegetariana. En última instancia, la CVA espera que cuando los cristianos piensen sobre hacer decisiones acerca de los hábitos dietéticos de una manera informada, responsable, fiel, la gran mayoría de ellos optarán por reducir sustancialmente o eliminar los productos de origen animal de su dieta. En la actualidad, la CVA cuenta con más de 2.000 miembros.
Según el sitio web de CVA sus escritos, la CVA es "un internacional, no confesional ministerio de creyentes dedicados a promover respetuosamente un modo de vida saludable, centrado en Cristo y honrador de Dios, entre los cristianos".
CVA aboga por dietas nutricionales basadas en las plantas para la comunidad cristiana global. A través de publicaciones, páginas web y campañas de información orientadas al público, CVA educa a la gente sobre lo que ellos sienten son las ventajas para la salud, el medio ambiente y para los animales de una dieta vegetariana, incluyendo una "actuación de las personas respetuosa en el trato con los animales, desde una perspectiva bíblica". CVA también intenta "participar activamente en la reconciliación con la Creación que promete dar lugar al Reino Apacible anunciado en la Biblia".

## Historia
La Christian Vegetarian Association fue fundada en 1999 por Nathan Braun y Stephen H. Webb, profesor de religión en el Braun College organizó una junta de respetados profesores, teólogos, y activistas representando una amplia variedad de orígenes y perspectivas. Evidentemente, resonando con muchos cristianos que ven sus dietas vegetarianas como reflejo de su fe, la organización creció rápidamente.
En 2000, la CVA produjo su primera edición de What Would Jesus Eat . . . Today? (en español, ¿Que habría comido Jesús... hoy?). Este bien recibido folleto tiene una tasa anual de distribución de aproximadamente de 250.000 y ha sido objeto de varias revisiones y traducciones. La edición en color de 2003 es uno de los más ampliamente traducidos materiales vegetarianos y está disponible en inglés, español, portugués, coreano, búlgaro y muchas otras lenguas. Incluye recetas, información nutricional y una lista de recursos.
En 2002, el fundador de CVA Nathan Braun y el copresidente y doctor en medicina Stephen R. Kaufman, publicaron la primera edición de Good News for All Creation: Vegetarianism as Christian Stewardship (que en español sería "Buenas noticias para toda la Creación: Vegetarianismo como una administración cristiana (2002: Vegetarian Advocates Press; 2004: Lantern Books). Durante 2003, CVA planeó expandir su ministerio en varios sentidos, incluyendo una distribución más amplia de "What Would Jesus Eat... Today?" en iglesias y eventos cristianos a nivel internacional, incrementando la visibilidad de publicaciones de recetarios a través de programas de educación en iglesias ("Is Your Church Veg-Friendly?"), y desarrollar un mayor reconocimiento de los cristianos vegetarianos a través de etiquetas para parachoques, camisetas, gorras y otros artículos de visualización. La campaña "What Would Jesus Eat...?" es también conocida como  "Honoring God's Creation," (en español, "Honrar la creación de Dios"), y está ampliamente disponible en línea y en versión impresa.

## Misión
1. Apoyar y alentar a los vegetarianos cristianos en todo el mundo
2. Compartir con los no-vegetarianos cristianos cómo una dieta vegetariana puede añadir significado a la propia fe, ayuda a la espiritualidad, y mejorar la vida moral
3. Enseñar al mundo que una dieta basada en plantas representan un buen seguimiento cristiano para toda la Creación de Dios.